# Gregory House
Gregory House (numit mai ales House, rareori Greg) este personajul principal și protagonist a serialului House. Rolul lui este jucat de Hugh Laurie.

## Biografie
House s-a născut la 15 mai 1959, conform permisului său de conducere și informațiilor lipite pe peretele băii sale. Copilul unui bărbat necunoscut și al lui Blythe House, o soție care s-a căsătorit cu un marinar, John House. În timp ce John era pe ocean, Blythe avea o aventură cu Thomas Bell, despre care House crede că este tatăl lui biologic deoarece împărtășesc aceleași caracteristici și semne din naștere. House este clar un copil deștept; tatăl său sever și mama îngăduitoare aveau așteptări mari de la el. A dezvoltat o serie de pasiuni precum chimie, cântatul la pian și la chitară. Se pare că izolarea sa față de alți copii de vârsta lui și relația deficitară cu părinții săi l-au făcut să devină un singuratic.

### Invaliditate
Cu 5 ani înainte să înceapă povestea serialului, House a suferit o fractură la picior în timp ce juca golf. Din păcate, singurul simptom a fost durerea de picior și până când House și-a dat seama că are un nerv obturat, piciorul ajunsese într-o stare atât de gravă încât i se recomandase amputarea lui. Oricum, House refuză această recomandare și sugerează în schimb o procedură prin care să forțeze sângele să ajungă în mușchi. Acest lucru nu îi reușește; din cauza durerii, devine dependent de Vicodin, un analgezic puternic. Se va deplasa pentru restul vieții doar cu ajutorul unui baston.

## Personalitate
Cu un simț al umorului negru și acerb, House este enigmatic, ascunde multe fațete ale personalității sale folosindu-se de sarcasm. Declară el însuși că este narcisist (deși arată deopotrivă multe semne de dispreț de sine, care ar fi imposibile pentru un narcisist); se pare că disprețuiește majoritatea oamenilor, prin urmare unii îl numesc mizantrop. Nu are o părere prea bună nici despre alte ideologii și practici umane, precum feminismul și religia. House este ateu. Aceste trăsături îl fac pe House un fel de erou cinic.

## Trivia
House este singurul personaj care apare în toate episoadele serialului.
House înregistrează o metrică de eroare de 0.17 când vine vorba de punerea unui diagnostic, aceasta fiind mult mai bună ca a întregului spital cu o medie 0.32. Este și singurul medic din spital care refuză să poarte echipament medical.

### Replici celebre
„Toată lumea minte.”
„Nu este lupus.”
„Tu/El/Ea ești/este un/o idiot/idioată.”
„Oamenii nu se schimbă.”
„Nu sunt arogant, doar sunt mai bun decât tine.“

### Înscenarea morții
În finalul serialului, acesta își schimbă fișa medicală cu a unui pacient care era pe moarte, făcând în așa fel încât corpul pacientului să fie identificat ca fiind al lui în rămășițele unei clădiri arse. 
Serialul se încheie cu el oficial mort; doar Wilson, prietenul său cel mai bun, și Foreman știu că este încă în viață.